# Гај Силије
Гај Силије (лат. Gaius Silius; око 13 − 48) био је римски сенатор који је био номинован за конзула за 49. годину нове ере, али га је цар Клаудије погубио због афере са царицом Вaлеријом Месалином.

## Биографија
Син истоименог оца, Гај Силије је у древним изворима описан као интелигентан, племенит и привлачан човек. Био је ожењен аристократкињом Јунијом Силаном и примљен у Римски сенат негде мало пре 47. године. Те године је у Сенату захтевао спровођење закона Lex Cincia, који је забрањивао прихватање новца или поклона у замену за правне услуге, у покушају да сруши свог непријатеља, Публија Суилија Руфа, који је кривично гонио многе Силијеве клијенте. Сенат је прихватио овај предлог, али пре него што је формални предлог могао бити изнесен пред народ, они који су требало да буду гоњени по овом закону, укључујући Суилија Руфа, успешно су се жалили цару Клаудију, који је изменио закон тако да се одреди максимална накнада која се може наплаћивати. Силије је потом именован за конзула 48. године (вероватно за наредну годину).
Гај Силије је у неком тренутку постао љубавник царице Вaлерије Месалине. Месалина га је приморала да се разведе од своје жене како би је оженио, починивши бигамију и венчавши се пред сведоцима, док је Клаудије био у Остији. Силије није имао деце и желео је да усвоји Британика. Клаудијев ослобођеник Нарцис је разоткрио њихов лажни брак и заверу за убиство Клаудија. Цар је наредио њихово погубљење 48. године.
Његова бивша жена, Јунија Силана, од које се развео 47. године, била је пријатељица Агрипине Млађе, али касније су постале огорчене ривалке. Вероватно због Агрипининих интрига, Јунија је прогнана и касније умрла у Тарентуму 59. године.